# Something Amazing
Something Amazing è il terzo album in studio della cantautrice italiana Andrea Celeste, pubblicato nel 2012.

## Tracce
1. Fascinating Fear
2. Something Amazing
3. Born to Be Alive (cover di Patrick Hernandez)
4. So Much to Share
5. What's Wrong
6. Here I Become
7. I Can't Stay
8. Heavy Cloud No Rain (cover di Sting)
9. Falling for You
10. Together